# 村上寅美
村上 寅美（むらかみ とらみ、1939年（昭和14年）6月27日 - 2018年（平成30年）6月4日）は、日本の政治家、自由民主党所属の熊本県議会議員（8期）。熊本県議会副議長、議長。

## 人物
スーパーマーケットチェーン「黒潮市場」などを運営する株式会社ヨーマンの創業者。
安倍晋三が自由民主党総裁に選ばれる際、熊本県内の自民党票のとりまとめを行った。
道州制に前向きで熊本市の州都実現を目指している。
熊本県議会議員在任中の2018年6月4日の夜、自宅で入浴中に心臓発作を起こし熊本市内の病院で死去。78歳没。

## 略歴
- 1939年（昭和14年）6月27日　誕生。
- 1987年（昭和62年）　熊本県議会議員選挙初当選
- 1999年（平成11年）　熊本県議会議員選挙当選
- 2000年（平成12年）5月　第76代熊本県議会副議長に就任した。
- 2003年（平成15年）4月　熊本県議会議員選挙当選
- 2007年（平成19年）　熊本県議会議員選挙当選。5月、第78代熊本県議会議長に就任した。
- 2009年（平成21年）　熊本県議会議長を辞任
- 2011年（平成23年）　熊本県議会議員選挙当選
- 2011年（平成26年）  一般社団法人全日本持続的養鰻機構　代表理事会長に就任。
- 2015年（平成27年）　熊本県議会議員選挙当選
- 2017年（平成29年）　一般社団法人全日本持続的養鰻機構　代表理事会長を辞任。
- 2018年（平成30年）6月4日　死去。叙正五位、旭日中綬章追贈[6]。

## 参考書籍
- くまもと経済 2007年12月 Vol.318
- 『現代物故者事典 2018～2020』日外アソシエーツ、2021年。